# 维斯韦勒
维斯韦勒是德国莱茵兰-普法尔茨州的一个市镇。总面积3.32平方公里，总人口409人，其中男性204人，女性205人（2011年12月31日），人口密度123人/平方公里。